# Wolfgang Tillmans

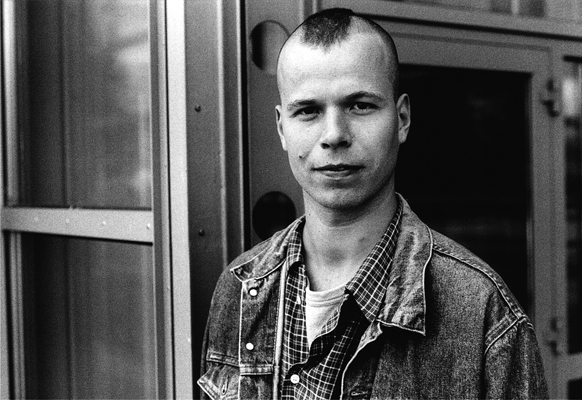
Wolfgang Tillmans

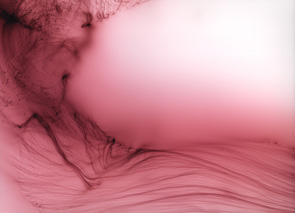
Freischwimmer 26

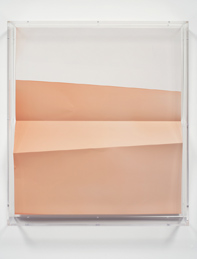
Lighter V

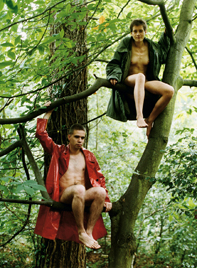
Lutz & Alex sitting in the trees

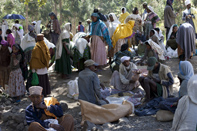
Market I

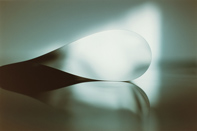
Paper drop (window)

Wolfgang Tillmans (* 16. srpna 1968 Remscheid) je německý fotograf a umělec, který žije a pracuje střídavě v Londýně a Berlíně. Je považován za jednoho z významných současných umělců. V roce 2000 byl prvním fotografem a umělcem, který nebyl z Anglie, a získal Turnerovu cenu. V roce 2009 obdržel v Mannheimu Cenu za kulturu Německé fotografické společnosti.

## Život

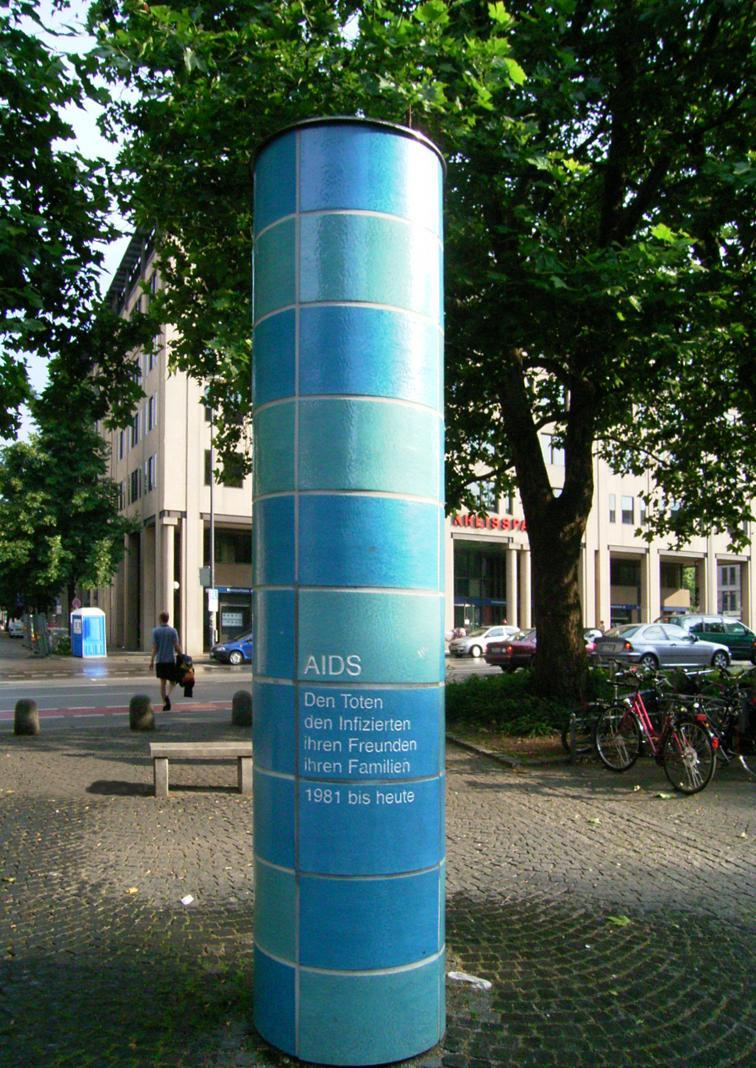
Wolfgang Tillmans: Památník AIDS v Mnichově

O fotografii se začal zajímat již během studií na škole, zajímal se také o různé uspořádání forem a vybrané snímky. V roce 1983 přišel jako student do Anglie, kde se setkal s britskou kulturou mládeže, místními časopisy s tematikou hudby a životního stylu jako například i-D.
V letech 1987 až 1990 žil v Hamburku a pracoval jako telefonní operátor v městské charitě. Využíval tamní fotografickou kopírku ke zvětšování nalezených fotografií. V roce 1988 poznal místní undergroundovou rave-scénu a začal tuto novou subkulturu dokumentovat. Jeho snímky a portréty mladých lidí se od roku 1988 objevovaly v časopisech i-D, Tempo, Spex a Prinz. V té době se konaly jeho první samostatné výstavy v kavárně Gnosa, Front a Fabrik-Foto-Forum.
Od roku 1990 do roku 1992 studoval na Bournemouth & Poole College of Art and Design v jižní Anglii. Po ukončení školy se přestěhoval nejdříve do Londýna, pak v roce 1994 na jeden rok do New Yorku, kde se roku 1995 seznámil s německým malířem Jochenem Kleinem. Společně se po roce 1995 přestěhovali do Londýna a žili spolu až do roku 1997, kdy Jochen Klein zemřel na účinky nemoci AIDS.
Od roku 2012 úzce spolupracoval s kolumbijským umělcem a fotografem Juanem Pablem Echeverrim, a to jak při pořádání výstav, tak jako člen některých jeho hudebních projektů.

## Výstavy

### Samostatné výstavy
Výběr výstav:
- 1988 „Approaches“, Café Gnosa, Hamburg[2]
- 1993 Buchholz + Buchholz, Kolín nad Rýnem
- 1993 Interim Art, Londýn
- 1995 Kunsthalle Zürich
- 1995 Andrea Rosen Gallery, New York
- 1995 Regen Projects, Los Angeles
- 1995 Portikus, Frankfurt nad Mohanem
- 1996 „Wer Liebe wagt lebt morgen“, Kunstmuseum Wolfsburg
- 1996 „Faltenwürfe“, Galerie Daniel Buchholz, Kolín nad Rýnem
- 1998 „I didn’t inhale“, Chisenhale Gallery, Londýn
- 1999 „Fruiciones“, Museo Nacional Reina Sofia, Espacio Uno, Madrid
- 1999 Wako Works of Art, Tokio
- 1999 „Soldiers“, Neuer Aachener Kunstverein
- 1999 neugerriemschneider, Berlín
- 1999 „Saros“ Galerie Daniel Buchholz, Kolín nad Rýnem
- 2001 „Science Fiction / hier und jetzt zufrieden sein“ (spolu s Isou Genzkenovou), Museum Ludwig, Kolín nad Rýnem
- 2001 „Aufsicht“, Deichtorhallen, Hamburk
- 2002 „Vue d’en Haut“, Palais de Tokyo, Paříž, Francie
- 2002 „Veduta dall’alto“, Castello di Rivoli, Museo d’arte contemporanea, Rivoli, Turín
- 2003 „if one thing matters, everything matters“, Tate Britain, Londýn, Velká Británie
- 2003 „View from Above“, Louisiana Museum for Moderne Kunst, Humlebæk, Dánsko
- 2004 „Freischwimmer“, Tokyo Opera City Art Gallery, Tokyo
- 2005 „Markt“, Galerie Meerrettich, Berlín
- 2005 „Truth Study Center“, Meureen Paley, Londýn
- 2005 „2005“, Galería Juana de Aizpuru, Madrid
- 2006 „Freedom from the Known“, Museum of Contemporary Art, Chicago
- 2006 „Freedom from the Known“, P.S. 1 Contemporary Art Center, New York
- 2007 „Freedom from the Known“, Hammer Museum, Los Angeles
- 2007 „Freedom from the Known“, Hirschhorn Museum, Washington D.C.
- 2007 „Bali“, Kestnergesellschaft, Hannover
- 2008 „Freedom from the Known“, Museo Tamayo Arte Contemporanea, Mexico City
- 2008 „Lighter“, Hamburger Bahnhof, Berlín [4]
- 2010: Serpentine Gallery, Londýn
- 2011: „Zachęta Ermutigung“, Nationale Kunstgalerie Zachęta, Warschau
- 2012: Moderna Museet, Stockholm
- 2013: MAVI – Museo de Artes Visuales, Santiago de Chile
- 2014: „Affinity“, Wako Works of Art, Tokyo
- 2015: „Wolfgang Tillmans-Hasselblad Award 2015“, Hasselblad Center, Göteborg
- 2015: „Your Body Is Yours“, The National Museum of Art, Osaka
- 2015: „Lignine Duress“, Galerie Chantal Crousel, Paris
- 2015: „Book for Architects“, The Metropolitan Museum of Art, New York
- 2016: „Studio“, Galerie Buchholz, Berlin
- 2017: „There Were 30 Years Between 1943 and 1973. 30 Years from 1973 Was the Year 2003“, Kunstverein in Hamburg
- 2017: Fondation Beyeler, Riehen/Basel
- 2017: „2017“, Tate Modern, London
- 2018: „War Requiem“, English National Opera, London (Bühnenbild); National Kaohsiung Center for the Arts, Taipei (2020)
- 2018: „Rebuilding the Future“, Irish Museum of Modern Art, Dublin
- 2018/19: „Wolfgang Tillmans – Kaiserringträger der Stadt Goslar 2018“, Mönchehaus Museum, Goslar
- 2018: „How Likely Is It that Only I Am Right in this Matter?“, David Zwirner, New York
- 2018: „Qu’est ce qui est différent“, Carré d’Art – Musée d’art contemporain, Nîmes
- 2018: „Fest“, Galerie Buchholz, Köln
- 2018: „Fragile“, Musée d’Art Contemporain et Multimédias, Kinshasa; Circle Art Gallery and GoDown Arts Centre Nairobi; Johannesburg Art Gallery, Johannesburg; Modern Art Museum-Gebre Kristos Desta Center, Addis Ababa (2019) und Galerie d’Art Contemporain de Yaoundé (GACY), Yaoundé (2019)
- 2019: Panoramabar, Berlin (permanente Installation)
- 2019: „Peach Alive“, Galería Juana de Aizpuru, Madrid
- 2019: Maureen Paley, London
- 2020: „Today Is the First Day“, Wiels, Brüssel
- 2021: „Schall ist flüssig“, Museum Moderner Kunst Stiftung Ludwig Wien[5], Wien
- 2022: “To Look Without Fear”, MoMA, New York; Art Gallery of Ontario, Toronto (2023); SFMOMA – San Francisco Museum of Modern Art (2023)
- 2024: "Summer Storm Rain Drops Freeze Frame",[6] Galerie Buchholz, Berlin
- 2025: „Carte Blanche“, Centre Pompidou - Bibliothèque publique d’information, Paris
- 2025: "Wolfgang Tillmans. Weltraum", Albertinum, Dresden

### Společné výstavy
Výběr výstav:
- 1989 „Die Hamburg Schachtel“, Museum für Kunst und Gewerbe, Hamburk
- 1993 „We Haven’t Stopped Dancing Yet“, PPS. Galerie F. C. Gundlach, Hamburk
- 1993 „Belcher, Höller, General Idea, Tillmans, Odenbach“, Galerie Daniel Buchholz, Kolín nad Rýnem
- 1994 „L’Hiver de l’amour“, Musée d'art moderne de la ville de Paris
- 1994 „Soggetto Soggetto“, Castello di Rivoli – Museo d’arte contemporanea, Rivoli, Turín
- 1994 „The Winter of Love“, P.S. 1 Contemporary Art Center, Long Island
- 1994 „Streetstyle“, Victoria & Albert Museum, Londýn
- 1995 „Take Me (I’m Yours)“, Serpentine Gallery, Londýn; Kunsthalle Nürnberg
- 1995 „Human Nature“, New Museum of Contemporary Art, New York
- 1996 „Kunstpreis der Böttcherstraße in Bremen“, Kunsthalle Bremen
- 1996 „Glockengeschrei nach Deutz“, Galerie Daniel Buchholz, Kolín nad Rýnem
- 1996 „By Night“, Fondation Cartier pour l’art contemporain, Paříž
- 1996 „New Photography # 12“, The Museum of Modern Art, New York
- 1997 „Die Kunsthalle Bremen zu Gast in Bonn“, Kunst- und Ausstellungshalle der Bundesrepublik Deutschland, Bonn
- 1997 Berlinische Galerie, Martin-Gropius-Bau, Berlín
- 1997 „We Gotta Get out of this Place“, Cubitt, Londýn
- 1999 „Can You Hear Me?, 2nd Ars Baltica Triennial of Photographic Art“, Stadtgalerie im Sophienhof, Kiel; Kunsthalle Rostock
- 2000 „The British Art Show 5“, organised by the Hayward Gallery, London, for The Arts Council of England; Edinburgh, Southampton, Cardiff, Birmingham
- 2000 „Protest and Survive“, Whitechapel Art Gallery, Londýn
- 2000 „Apocalypse“, Royal Academy of Arts, Londýn
- 2000 Turner Prize, Tate Britain, Londýn
- 2000 „Uniforms, Order and Disorder, Pitti Immagine, Florence“, P.S. 1 Contemporary Art Center, New York
- 2000 „Contemporary Utopia“, Latvian Centre for Contemporary Art, Riga, Litva
- 2001 „Zero Gravity“, Kunstverein der Rheinlande und Westfalen, Kunsthalle Düsseldorf
- 2002 „Sensationen des Alltags“, Kunstmuseum Wolfsburg
- 2002 „Moving Pictures“, Solomon R. Guggenheim Museum, New York; Guggenheim, Bilbao, Španělsko
- 2002 „Looking in – Looking Out“, Kunstmuseum Basel
- 2003 „The Society for Contemporary Art Selection“, The Art Institute Chicago
- 2004 „Jetzt und zehn Jahre davor“, Kunstwerke, Berlín
- 2004 „The Flower as Image“, Louisiana Museum, DK, Fondation Beyeler, Riehen
- 2005 „Arbeit an der Wirklichkeit“, The National Museum of Modern Art, Tokio
- 2005 „Covering the Real“, Kunstmuseum, Bazilej
- 2005 Oktobarski Salon, Bělehrad
- 2005 „Migration“, Kölnischer Kunstverein, Kolín nad Rýnem
- 2006 „Das 8. Feld“, Museum Ludwig, Köln
- 2006 „Galerie Daniel Buchholz at Metro Pictures“, Metro Pictures, New York
- 2006 „In the Face of History: European Photographers in the 20th Century“, Barbican Art Gallery, Londýn
- 2006 „Click Double Click“, Haus Der Kunst, Mnichov
- 2007 „Getroffen. Otto Dix und die Kunst des Portraits“, Kunstmuseum Stuttgart
- 2007 „What Does the Jellyfish Want“, Museum Ludwig, Kolín nad Rýnem
- 2007 „Into Me / Out of Me“, MACRO Museo d'Arte Contemporanea, Rím
- 2007 „Visit(e)“, Palast der schönen Künste (Bozar), Brusel
- 2008 „Street & Studio, Tate Modern, London“, Museum Folkwang, Essen
- 2008 „15 Years/ Part III“ (mit Christopher Williams), Wako Works of Art, Tokio
- 2009 53. Venedig Biennale, kuratiert von Daniel Birnbaum, Benátky
- 2011 „20 Jahre Gegenwart. MMK 1991 - 2011“, Museum für Moderne Kunst Frankfurt (MMK), Frankfurt nad Mohanem

## Publikace
Monografie, katalogy, umělecké knihy, výběr:
- 1995 Wolfgang Tillmans: Kunsthalle Zürich, wiederveröffentlicht 2002
- 1995 Wolfgang Tillmans: Taschen, Köln, wiederveröffentlicht 2002
- 1996 Wolfgang Tillmans: Wer Liebe wagt lebt morgen, Kunstmuseum Wolfsburg
- 1997 Wolfgang Tillmans: Concorde, Verlag der Buchhandlung Walther König, Köln
- 1999 Wolfgang Tillmans: Soldiers – The Nineties, Verlag der Buchhandlung Walther König, Köln
- 1999 Wolfgang Tillmans: „Totale Sonnenfinsternis“, Galerie Daniel Buchholz, Köln
- 1999 Wolfgang Tillmans: „Wako Book 1999“, Wako Works of Art, Tokio
- 2001 Wolfgang Tillmans: Aufsicht/View from Above“, Hatje Cantz, Ostfildern
- 2002 Wolfgang Tillmans: J. Verwoert/P. Halley/M. Matsui (Ed.): „Wolfgang Tillmans“, Phaidon Press, London, New York
- 2003 Wolfgang Tillmans: If one thing matters, everything matters, Tate, London
- 2005 Wolfgang Tillmans: Truth Study Center, Taschen, Köln
- 2006 Wolfgang Tillmans: „Freedom from the Known“, P.S. 1, Steidl, New York
- 2006 Wolfgang Tillmans: MCA Chicago / Hammer Museum LA (Ed.), Yale Un8iversity Press, New Haven / London
- 2007 Wolfgang Tillmans: Manual, Verlag der Buchhandlung Walther König, Köln
- 2007 Wolfgang Tillmans: Hans Ulrich Obrist: „The Conversation Series Vol. 6 – Wolfgang Tillmans“, Verlag der Buchhandlung Walther König, Köln
- 2008 Wolfgang Tillmans: Lighter, Hamburger Bahnhof, Museum für Gegenwart, Hatje Cantz, Ostfildern
- 2008 Wolfgang Tillmans: „Wako Book 4“, Wako Works of Art, Tokyo

## Ocenění
Výběr cen:
- 1995: ars viva Preis des Kulturkreis der deutschen Wirtschaft
- 1995: Kunstpreis der Böttcherstrasse, Brémy[7]
- 2000: Turner Prize, Tate Gallery, Londýn, Velká Británie
- 2001: Vítěz soutěže o zřízení pomníku AIDS na náměstí Sendlinger-Tor, Mnichov
- 2009: Cena za kulturu Německé fotografické společnosti
- 2014: Charles Wollaston Award (hlavní cena Royal Academy Summer Exhibition)
- 2015: Hasselblad Foundation Award
- 2017: Berliner Bär, kulturní cena
- 2018: Goslarer Kaiserring[8]
- 2018: Záslužný řád Spolkové republiky Německo[9]